# Chichinețu
Chichinețu – wieś w Rumunii, w okręgu Braiła, w gminie Ciocile. W 2011 roku liczyła 426 mieszkańców.